# Boulevard de Valmy
Le boulevard de Valmy est un des axes principaux de Colombes, dans le département des Hauts-de-Seine,. Il suit le tracé de la route départementale 13.

## Situation et accès

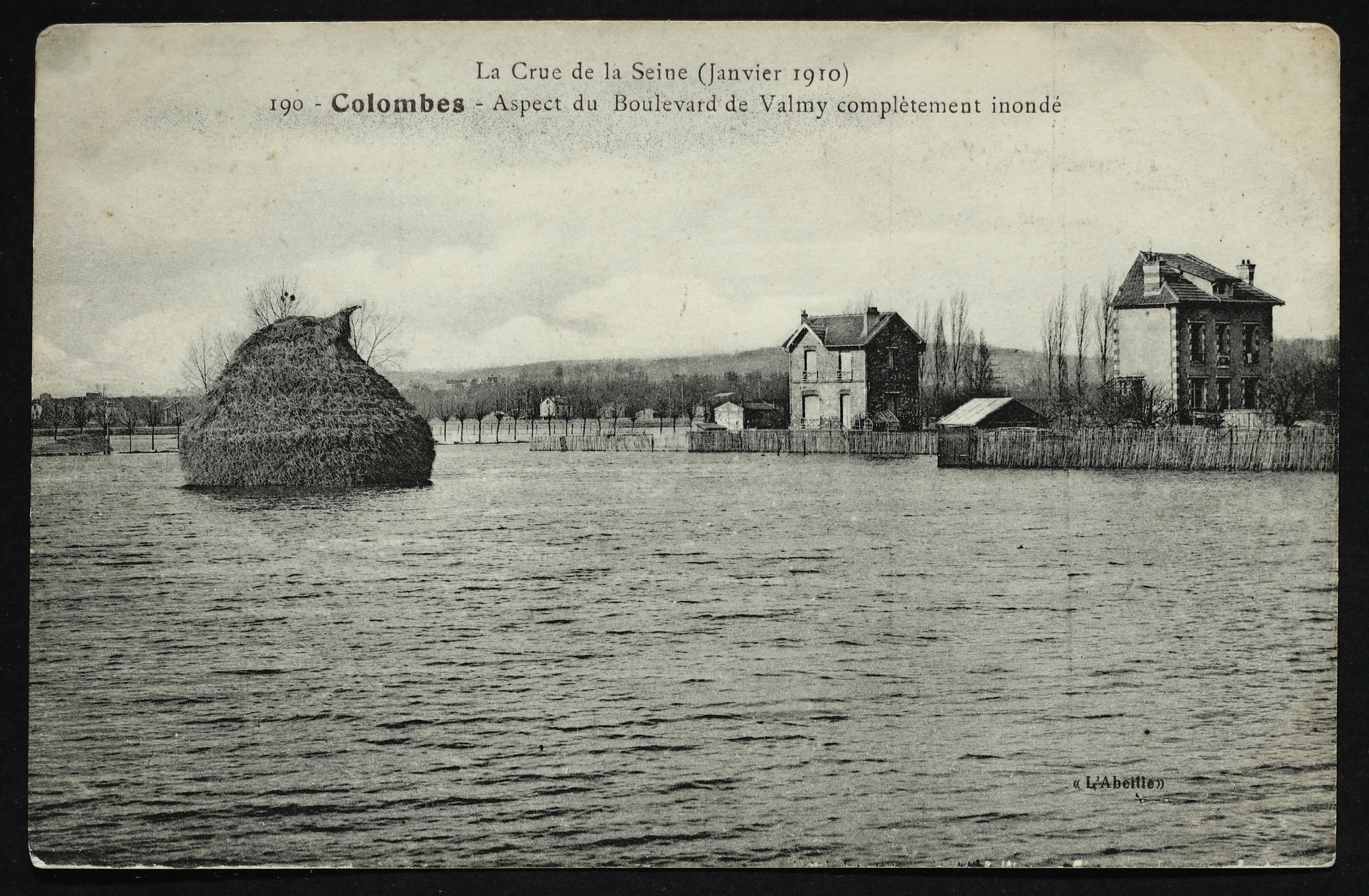
Colombes - Aspect du boulevard de Valmy complètement inondé.

Côté nord, il commence au carrefour de l'avenue d'Argenteuil, à la limite de Gennevilliers. Se dirigeant vers le sud, il franchit le viaduc de la A86.
Il passe ensuite la rue Alexis-Bouvier, traverse le carrefour de l'avenue Audra et du boulevard Gambetta, forme le début de la rue de la Fraternité, puis se termine au croisement de la rue Saint-Denis, dans l'axe de la rue de Verdun.
La gare la plus proche est la gare du Stade, sur la ligne de Paris-Saint-Lazare à Ermont - Eaubonne.
Il sera à terme desservi par la ligne 1 du tramway d'Île-de-France.

## Origine du nom
Ce boulevard a été nommé en souvenir de la bataille de Valmy, le 20 septembre 1792, victoire de l'armée française face à la Première Coalition.

## Historique

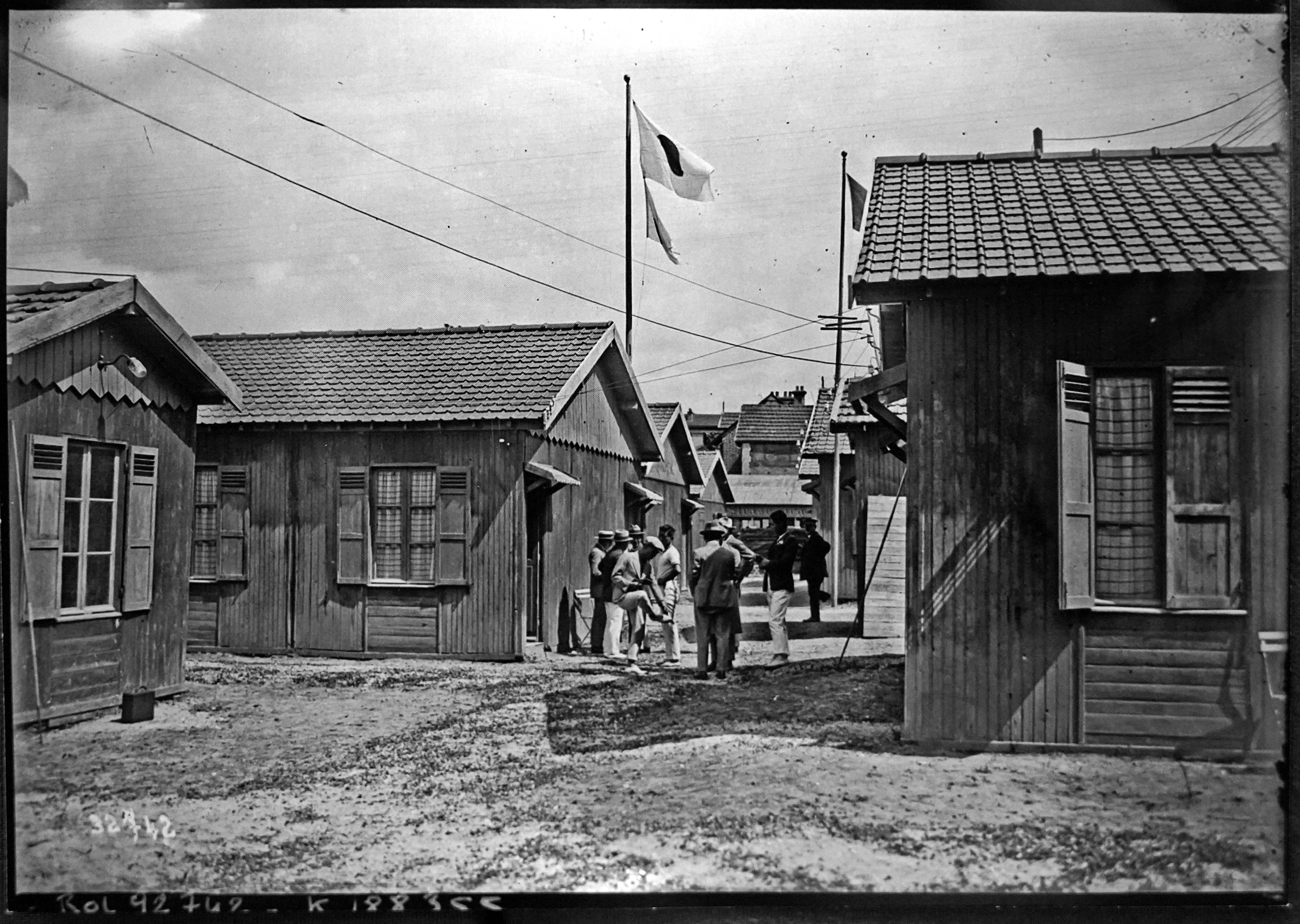
Le village olympique de Colombes en 1924. Archives du Musée municipal d'Art et d'Histoire de Colombes.

Sa proximité avec la Seine a causé l'inondation complète de sa partie nord pendant la crue de 1910,.
Les Jeux olympiques d'été de 1924 amenèrent la création du premier village olympique, une soixantaine de maisons en bois édifiées le long du boulevard, constructions temporaires raccordées à l’électricité et l’eau courante, et équipées de sanitaires. Elles furent remplacées par des immeubles d'habitation.

## Bâtiments remarquables et lieux de mémoire
- Stade olympique Yves-du-Manoir.

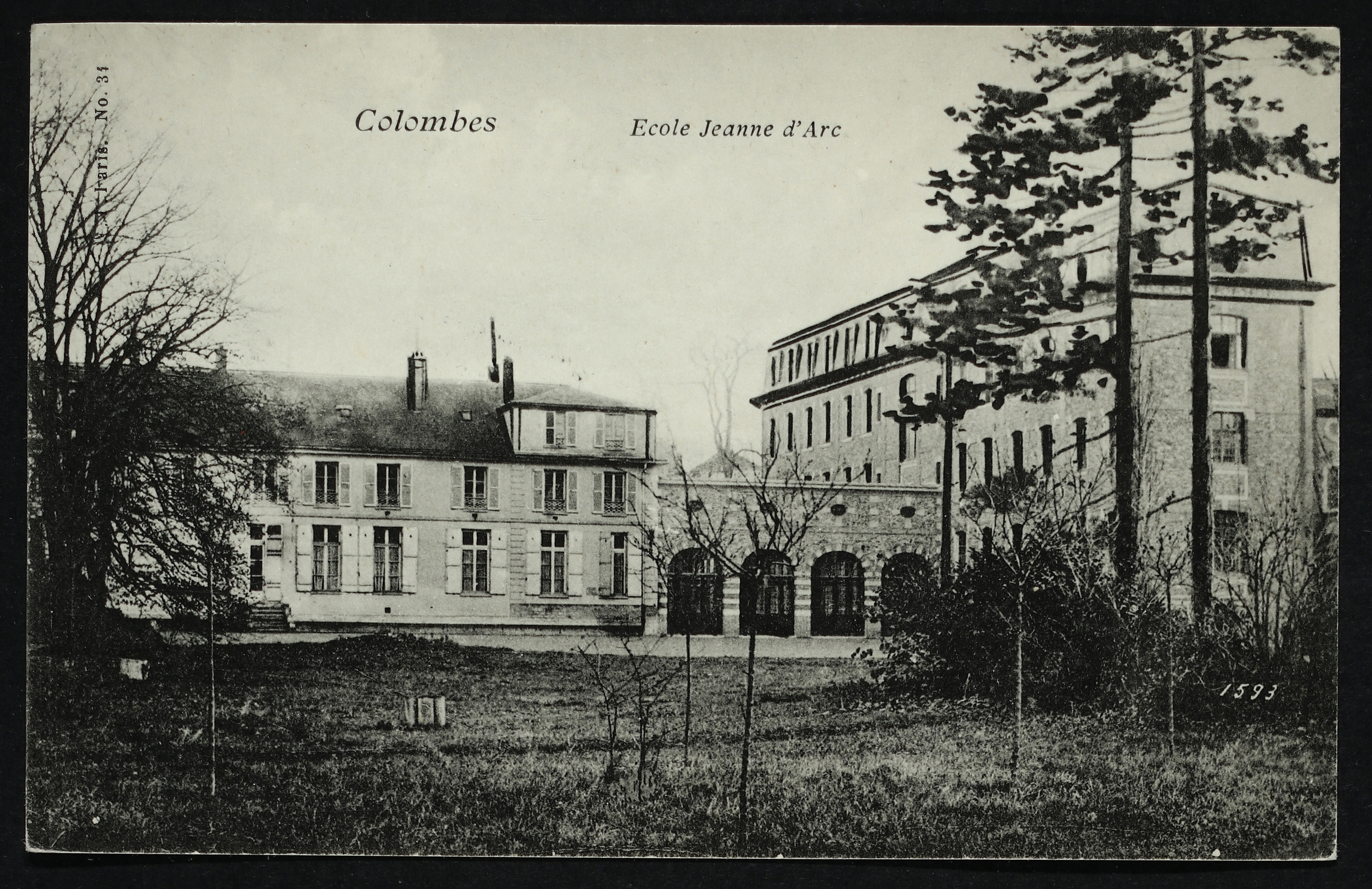
Institution Jeanne d'Arc, boulevard de Valmy, vers 1900.

- Ancienne église Saint-Pierre-Saint-Paul de Colombes, dont les plus anciens vestiges remontent au XIIe siècle.
- Maison paroissiale Saint Jean-Paul II[8].
- Ancienne institution Jeanne d'Arc, administrée par les Sœurs de la Providence de Portieux. Elle fut créée au milieu du XIXe siècle par le baron Jean-Joseph Leroy, dernier propriétaire du domaine du Moulin-Joly[9].